# Medien in Mosambik

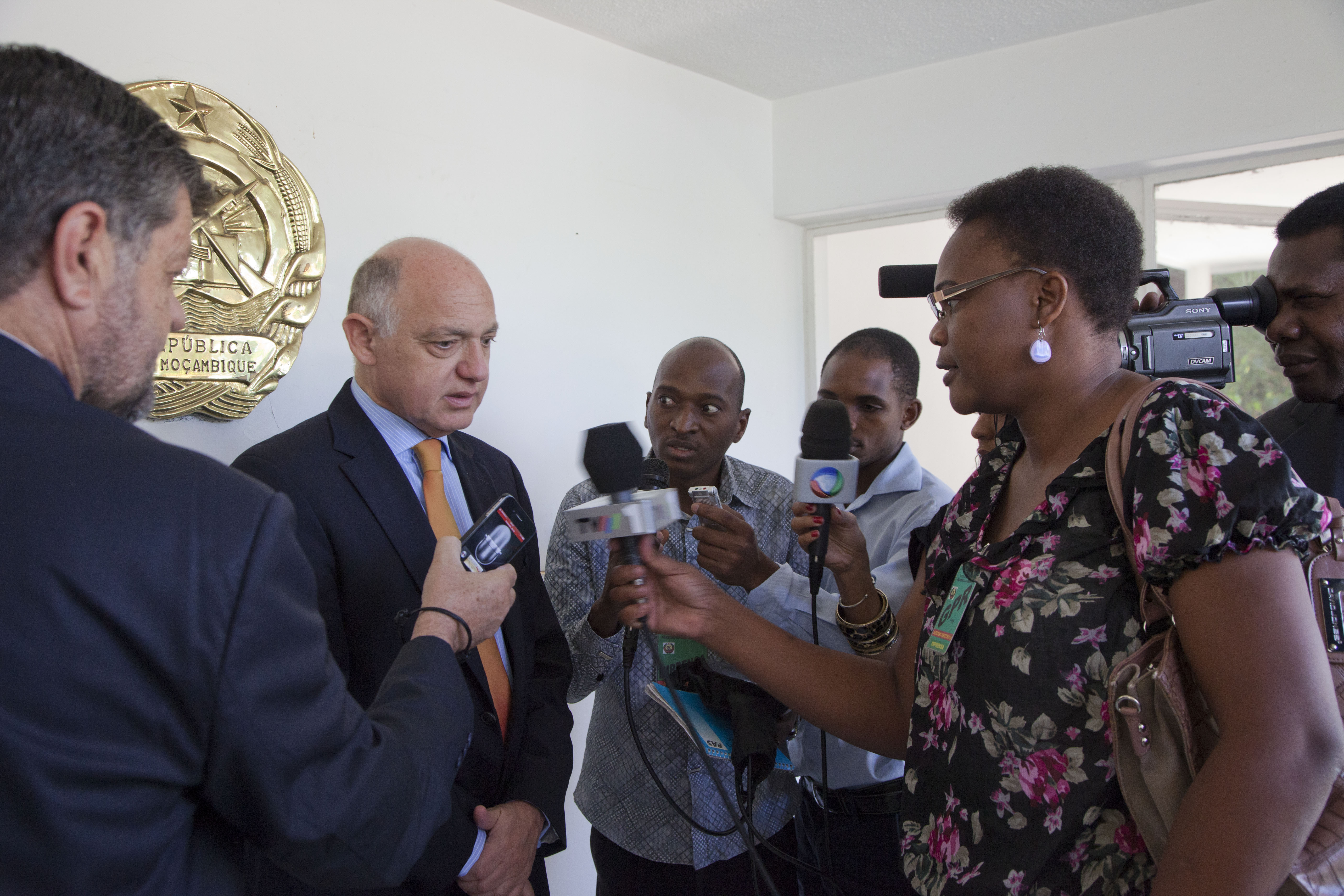
Mosambikanische Journalistinnen und Journalisten interviewen den argentinischen Außenminister Héctor Timerman (2012)

Die Freiheit der Medien in Mosambik ist in der Verfassung des Landes festgeschrieben. Tatsächlich verhindern allerdings Rechtsvorschriften gegen Verleumdung echte Meinungsfreiheit und die Opposition beklagt Einschränkungen beim Zugang zu den staatlichen Medien. Eine unabhängige Einrichtung, der Conselho Superior da Comunicação Social (Oberster Rat für Massenmedien), ist mit der Aufgabe der Wahrung der Pressefreiheit und des Rechts der Öffentlichkeit auf Information betreut.

## Fernsehen

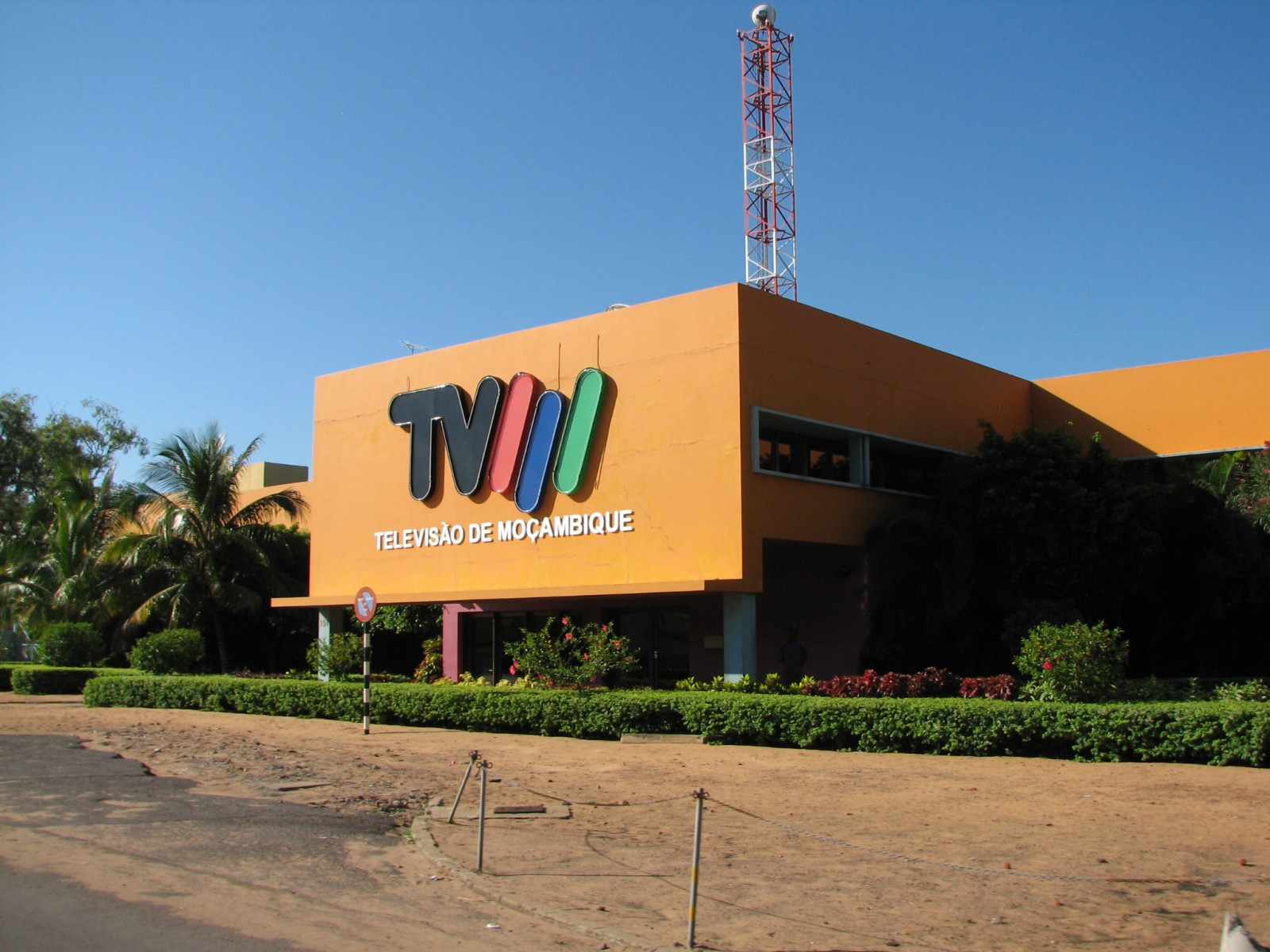
Sitz des staatlichen Fernsehsenders Televisão de Moçambique in Maputo

Das populärste Massenmedium in den städtischen Zentren Mosambiks ist das Fernsehen, mit dem staatlichen Televisão de Moçambique (TVM) als wichtigstem Sender, gefolgt vom privaten Soico TV (STV). Aufgrund der gemeinsamen portugiesischen (Verkehrs-)Sprache wird auch der Afrikaservice RTP Africa des staatlichen portugiesischen Fernsehens Rádio e Televisão de Portugal und TV Miramar (in brasilianischem Besitz) viel gesehen.

## Radio

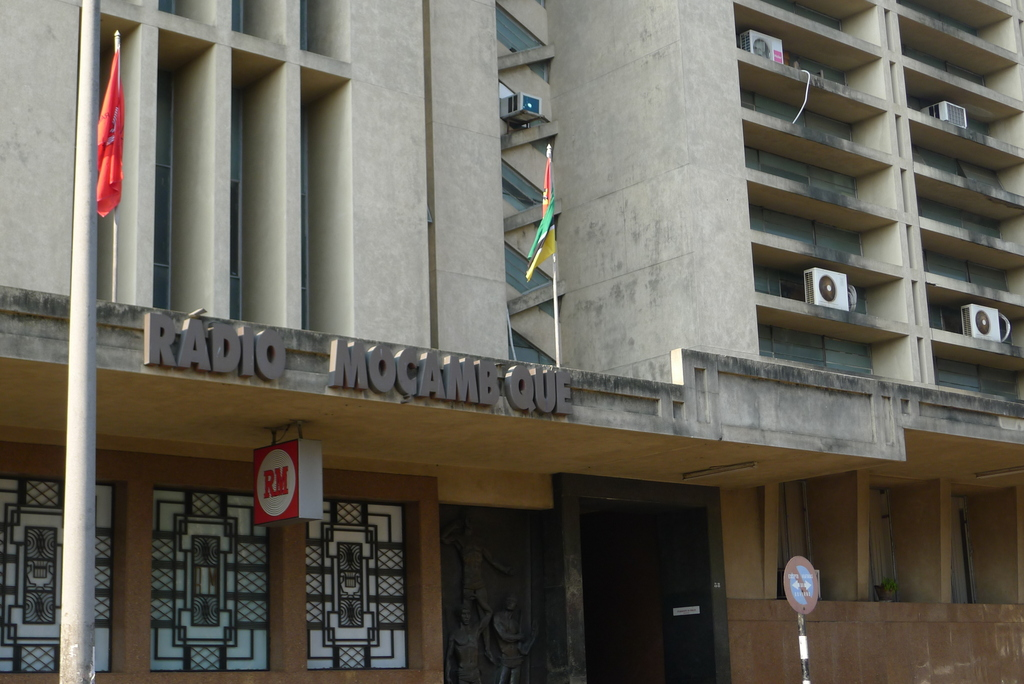
Sitz von Rádio Moçambique in Maputo (im Rádio Moçambique-Gebäude)

Hörfunk ist das am weitesten verbreitete Medium in Mosambik. Neben den staatlichen Sendern, die zur Sendergruppe von Rádio Moçambique gehören, gibt es auch zahlreiche private Sender sowie sogenannte „Community-Radios“ (Rádio Comunitária), die eine große Rolle vor allem für die ländliche Bevölkerung Mosambiks spielen. Dies insbesondere aufgrund der Tatsachen, dass gut 44 Prozent der mosambikanischen Bevölkerung nicht alphabetisiert sind und nur gut 40 Prozent der Bevölkerung die portugiesische Sprache verstehen. Es gibt ein umfangreiches Radioprogramm in mehr als 20 verschiedenen Sprachen.
Die wichtigsten Radiosender:
- Rádio Moçambique – staatliche Sendergruppe mit verschiedenen Spartenprogrammen, sendet auf Portugiesisch, Englisch und etlichen Lokalsprachen
- Radio Cidade – staatlich, jugendorientiert, sendet nur in Maputo
- Rádio Índico – privat, gehört der Regierungspartei FRELIMO
- Rádio Terra – privat, gehört der Oppositionspartei RENAMO
- Radio Miramar – privat, gehört der evangelikalen Igreja Universal do Reino de Deus
- SFM – privat, gehört der Soico Media Group, jugendorientiert
- A Voz do Islam – privat, muslimischer Radiosender
- Rádio KFM – privat, evangelikal
- Rádio Maria – privat, gehört der Römisch-katholischen Kirche
- Maputo Corridor – privat, sendet auf Englisch
- Rádio Capital – privat
- LM Radio – privat, sendet auf Englisch

Verschiedene ausländische Radiostationen senden ebenfalls in Mosambik, teils auch mit speziellem Programm für das Land:
- Radio France Internationale (RFI, Portugiesisch und Französisch)
- Deutsche Welle (Portugiesisch; auf 15 verschiedenen Radiosendern im Land verteilt[6])
- Voice of America (VOA) (größtenteils online, aber auch auf dem Privatsender Rádio 104.2 FM[7])
- RTP África, Musikshow Música d'África wird aus Mosambik gesendet
- RDP Internacional (seit 2011 nur noch über Kabel, Satellit und online)
- BBC World Service (seit 2011 über Kurzwelle nur noch auf Englisch in Maputo und sechs weiteren Städten)

## Presse
Aufgrund des hohen Prozentsatzes von Analphabeten ist die Presse ein Elitemedium mit Reichweiten von zwei bis fünf Prozent in der Bevölkerung. Die Printmedien hatten bis 2006 eher eine Art Trendsetter-Funktion (Leitmedium).
Tageszeitung:
- Notícias, gegründet 1926 wichtigste Tageszeitung, die Regierung hält Anteile[8]
- Diário de Moçambique – privat, gegründet am 24. Dezember 1950, erscheint in Beira
- Mediafax (erste Tageszeitung, die per Fax vertrieben wurde, auch heute Verbreitung überwiegend per Fax)
- Correio da Manhã (Verbreitung überwiegend per Fax)
- O País – private Tageszeitung
- Vertical

Wochenmagazine / Wochenzeitung:
- Tempo, gegründet 1970 (Mitbegründer Ricardo Rangel), erstes vollständig farbiges Blatt in Mosambik, war zum Kolonialregime oppositionell eingestellt.
- @Verdade – privat
- Demos – privat
- Zambeze – privat
- Domingo – privat
- Savana – privat
- Fim de Semana – privat, gegründet 1997[9]
- Folha Universal – privat
- Magazine Independente
- Canal de Moçambique
- Desafio (Sportzeitung)

## Internet
2014 nutzten etwa 1.460.000 Mosambikanerinnen und Mosambiker, das sind rund fünf Prozent der Gesamtbevölkerung, das Internet.

## Nachrichtenagenturen
- Agência de Informação de Moçambique (AIM)